# Renvoi (droit canadien)
Pour les articles homonymes, voir Renvoi.
Un renvoi, en droit canadien, est une procédure par laquelle un gouvernement demande à une cour son avis sur une question qu'il juge importante. Le gouvernement fédéral peut faire cette demande à la Cour suprême du Canada et les gouvernements provinciaux à leur Cour d'appel respectives. Les avis donnés par les Cours d'appels provinciales sont susceptibles d'aller en appel devant la Cour suprême. 
Même si les avis n'ont pas la force exécutoire d'une décision régulière, généralement, ils donnent une indication claire de l'opinion de la cour sur un sujet. La procédure de renvoi permet de soumettre des questions variées à la Cour, mais les renvois portent souvent sur l'interprétation de la Constitution.

## Quelques renvois importants
- Renvoi relatif à la sécession du Québec
- Renvoi sur la margarine
- Renvoi: Droits linguistiques au Manitoba
- Renvoi relatif à la Loi sur la Cour suprême
- Renvoi : Résolution pour modifier la Constitution
- Renvoi relatif au mariage entre personnes du même sexe
- Renvoi sur l’opposition du Québec à une résolution pour modifier la Constitution
- Renvoi relatif à la réforme du Sénat
- Renvoi : Compétence du Parlement relativement à la Chambre haute
- Renvoi : Loi anti-inflation
- Renvoi sur les personnes de race japonaise
- Renvoi relatif à Upper Churchill Water Rights Reversion Act